# ラザル・フレベリャノヴィチ (セルビアの侯)
ラザル・フレベリャノヴィチ (セルビア語キリル・アルファベット: Лазар Хребељановић; 1329年ごろ – 1389年6月15日)は、中世セルビアの君主。セルビア帝国崩壊後のセルビアにおいて、最大かつ最強の勢力を保持した。大モラヴァ川、西モラヴァ川、南モラヴァ川の流域にまたがって築かれた彼の勢力は、後の歴史家によりモラヴァ・セルビアと呼ばれている。ラザルはこの地を1373年から1389年に没するまで支配した。セルビア帝国を復活させ、みずからその長となることを目指し、かつて2世紀セルビアを支配した末に1371年に断絶していたネマニッチ朝の直接の後継者を自称していた。セルビア正教会は彼の計画を全面的に支援したが、セルビア貴族たちは彼を最高君主として認めなかった。ツァール・ラザル・フレベリャノヴィチ (セルビア語: Цар Лазар Хребељановић / Car Lazar Hrebeljanović)と呼ばれることもあるが、彼が生前に実際に保持していた称号は侯 (セルビア語: кнез / knez、クネズ)である。日本語文献ではラザル侯と呼ばれることもある。
ラザル・フレベリャノヴィチは1389年のコソヴォの戦いでキリスト教徒連合軍を率い、ムラト1世率いるオスマン帝国の侵攻に対抗したが、戦死した。この戦いは双方ともに甚大な犠牲者を出し、痛み分けに終わった。その後彼の国家は息子ステファン・ラザレヴィチが継いだが、まだ幼かったため未亡人ミリツァ・フレベリャノヴィチが摂政となり、1390年夏にオスマン帝国の宗主権を認めた。
ラザルはセルビア正教会により殉教者・聖人と認定されている他、セルビアの歴史、文化、伝統の上で重要な位置を占めている。セルビア叙事詩では、ラザルはツァール・ラザル (セルビア語: Цар Лазар / Car Lazar)と呼ばれている。

## 生涯

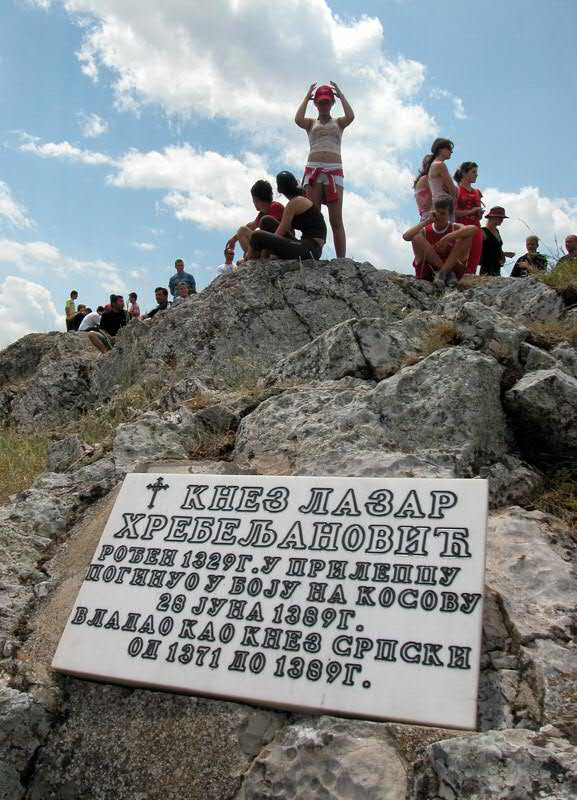
プリレパツ城にあるラザルの生誕記念碑

1329年ごろ、ラザルはノヴォ・ブルドから13キロメートル (8.1 mi) 南東に位置するプリレパツ要塞で生まれた。当時ノヴォ・ブルドは重要な鉱山の街だった。ラザルの家系は代々プリレパツ城と近くのプリズレナツ城を統治し、鉱山やノヴォ・ブルド周辺の集落を守っていた。ラザルの父プリバツは、ステファン・ウロシュ4世ドゥシャンの宮廷でロゴテト（ビザンツ帝国におけるロゴテテス）を務めていた。ドゥシャンはネマニッチ朝セルビアの王（在位: 1331年 - 1346年）で、後には皇帝（ツァール、在位: 1346年 - 1355年）となった人物である。セルビア宮廷のヒエラルキーの中では、ロゴテトは比較的中程度の官職だった。ドゥシャンはかつて父ステファン・ウロシュ3世デチャンスキに反旗を翻して王位を奪った際に、味方に付いた貴族たちに封建的な高い地位を配って出世させた。ラザルの父プリバツも、そのようにドゥシャンに忠誠を誓ってロゴテトの地位を得たのだった。16世紀ラグサの歴史家マヴロ・オルビーニによれば、プリバツとラザルの姓はフレベリャノヴィチ (Hrebeljanović)だったという。オルビーニは特にその根拠を示していないが、歴史学上ではこの名前が広く受け入れられている。

### セルビア宮廷の廷臣
ドゥシャンはプリバツを賞するにあたり、彼にロゴテトの地位を与えるのと共に、その子ラザルにもスタヴィラツというセルビア宮廷内の官職を与えた。この官職は直訳すると「設置者」という意味で、本来は王の食卓での儀式における役割を担う職であるが、実際にはラザルはその仕事を他の者にゆだねることもできたと考えられている。ともかくスタヴィラツはセルビア宮廷内の官職の末席に位置するものだったが、それでも君主の傍近くに仕えられる非常に名誉な職であった。スタヴィラツになったラザルは、ミリツァという女性と結婚した。後に15世紀前半に作られた系図によれば、ミリツァはセルビア王ヴカン・ネマニッチの曽孫ヴラトコ・ネマニッチの娘であったという。ヴカンは、ネマニッチ朝の祖であり大ジュバンとして1166年から1371年までセルビアを治めたステファン・ネマニャの息子だった。ただ、15世紀以前の文献には、ヴカンの子孫の存在が記録されていない。
1355年、47歳ごろだった皇帝ドゥシャンが急死し、その20歳の息子ステファン・ウロシュ5世が跡を継いだ。この新しい皇帝の宮廷でも、ラザルはスタヴィラツとして仕えた。しかしドゥシャンが没したことで、セルビア帝国の各地で分離独立の機運が高まった。まず1359年に南西のエピロスとテッサリアが分離した。北東でも、ブラニチェヴォとクチェヴォを支配するラスティスラリッチ家が離反し、ハンガリー王ラヨシュ1世の支配下にはいった。残りの地域は幼いステファン・ウロシュ5世に従い続けていたものの、その中では有力なセルビア貴族たちがより皇帝権から自由になろうとうごめいていた。

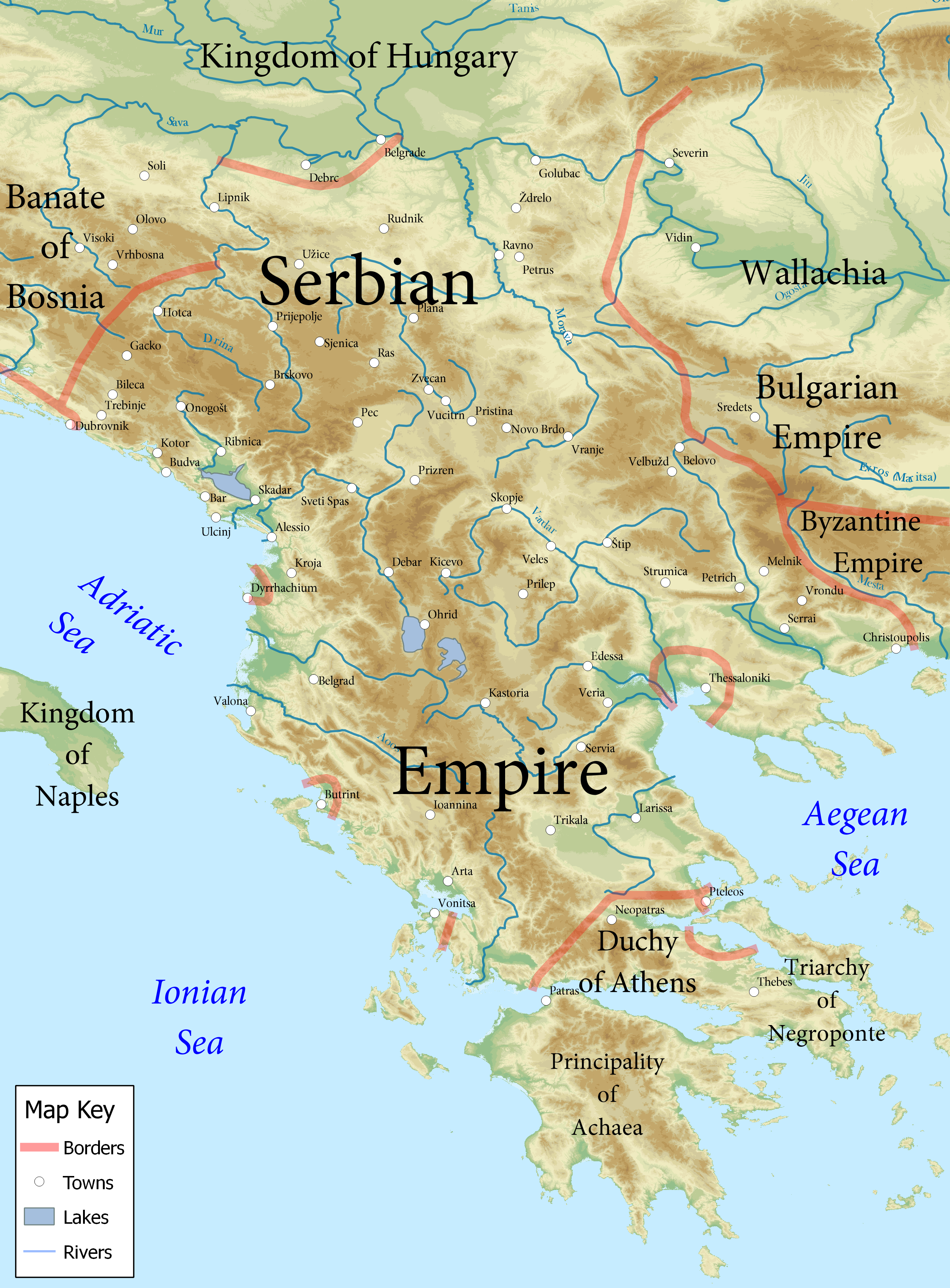
セルビア帝国（Serbian Empire）の版図（1355年）

こうした分離運動を鎮める力に欠けていたステファン・ウロシュ5世は、名目的に支配を行うだけの小勢力に転落した。彼が頼ったのは、セルビア貴族の中で最も強力なザフムリェのヴォイスラヴ・ヴォイノヴィチだった。彼はかつてドゥシャン帝の宮廷のスタヴィラツから始まり、1363年までに、セルビア中部のルドニク山からアドリア海沿いのコナヴレまで、またドリナ川上流部からコソヴォ北部にまで至る広大な領域を支配下に収めていた。ヴォイスラヴに次ぐ地位を占めたのが、バルシッチ兄弟（ストラツィミル、ジュラジ、バルシャ）だった。彼らはゼタ（現在のモンテネグロの大部分に相当）を支配していた。
1361年、ヴォイスラヴ・ヴォイノヴィチが領土をめぐってラグサ共和国と戦争を始めた。ラグサ側は双方に取って害が大きいこの戦争を終わらせるべく、セルビア宮廷内で影響力がある高位の人物に接触しようとした。その中で1362年には、ラザルも接触を受け、3反の布を贈られている。ささやかながらもこのように贈物を受けていることから、当時のラザルはステファン・ウロシュ5世宮廷内である程度の影響力を保持していたことがうかがえる。1362年8月、ヴォイスラヴとラグサ共和国の間で和平が成立した。1363年7月にステファン・ウロシュ5世がヴォイスラヴとチェルニクの ムサの間での領土交換を認可した文書には、スタヴィラツであるラザルが証人の一人として名を連ねている。なおこのムサは1355年以前にラザルの姉妹ドラガナと結婚していた人物で、チェルニク（直訳すると「首長」の意）とは宮廷内でスタヴィラツより上につけている官職である。

### 小領主
1363年から1371年にかけての間のラザルの動向は、ほとんど文献史料に記録されていない。1363年もしくは1365年には、ステファン・ウロシュ5世の宮廷を去ったようである。この時彼は35歳ほどで、スタヴィラツより上へ出世できていなかった。1363年9月、最も強力だった諸侯ヴォイスラヴが急死した。これに代わって、ムルニャヴチェヴィチ兄弟（ヴカシン、ヨヴァンがセルビア帝国内最強の地位を占めるようになった。彼らは帝国の南部、マケドニアを中心とした地域を支配していた。1365年、ステファン・ウロシュ5世はヴカシン・ムルニャヴチェヴィチを戴冠させ、自身の共同君主とした。おおよそ同じ時期に、弟のヨヴァンもデスポット（専制公）へ昇進した。一方でヴォイスラヴ・ヴォイノヴィチの遺領では、1368年までに20歳ごろの甥ニコラ・アルトマノヴィチがその大部分を支配下に置いていた。この頃、ラザルも自立し、小領主としての道を歩み始めていた。彼の領域の広がりはよく分かっていないが、少なくとも世襲領だったプリレパツ城が本拠地ではなかったことは確かである。というのも、この地はヴカシン・ムルニャヴチェヴィチに奪われていたからである。おそらくは南方のムルニャヴチェヴィチ領との境界近くに本拠地を置き、西方のニコラ・アルトマノヴィチや北方のラスティスラリッチ家と相対していたと考えられている。
マヴロ・オルビーニが著した『スラヴ人の国家』（Il Regno de gli Slavi、1601年にペーザロで出版） は、ラザルを主人公としてこの時期の出来事を叙述している。他の文献で内容の裏付けが取れないため、この文献の正確性に疑義を呈している研究者もいる。オルビーニによれば、ニコラ・アルトマノヴィチとラザルがステファン・ウロシュ5世を説き伏せ、手を組んでムルニャヴチェヴィチ兄弟を攻撃した。1369年、コソヴォ・ポリェで反ムルニャヴチェヴィチ勢とムルニャヴチェヴィチ家の軍が激突した。ところが戦闘が始まってすぐにラザルは撤退してしまい、残された同盟者たちは戦い続けたものの敗北した。ニコラ・アルトマノヴィチは辛うじて逃げおおせたが、ステファン・ウロシュ5世はムルニャヴチェヴィチ兄弟に捕らえられ、一時幽閉された。なお共同君主であるステファン・ウロシュ5世とヴカシン・ムルニャヴチェヴィチは、この戦いの2年前にすでに袂を分かっていたという説もある。1370年、ラザルはアルトマノヴィチ家から豊かな鉱業の中心地ルドニクを奪った。おそらくこの事件は、前年のアルトマノヴィチ家の敗北に伴うものであった。しかしアルトマノヴィチ家は強力なハンガリー王国の庇護を受け、瞬く間に勢力を回復した。

### 台頭

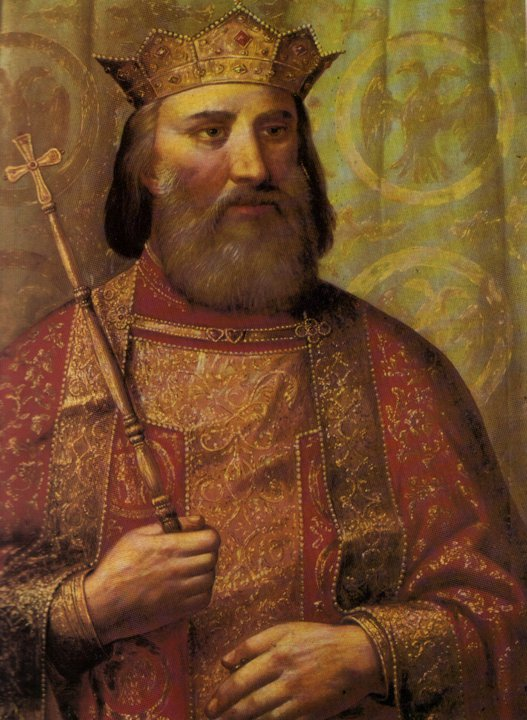
ラザル・フレベリャノヴィチの肖像（ヴラディスラヴ・ティテルバフ画、1900年ごろ）

1354年、オスマン帝国がビザンツ帝国からガリポリを獲得した。このバルカン半島南東部の街は、オスマン帝国がヨーロッパに築いた最初の地歩となった。ここを拠点としてオスマン帝国はバルカン半島へ勢力を拡大し、1370年までにはセルビア領、特にマケドニア東部のムルニャヴチェヴィチ家の領域に接するまでになった。ムルニャヴチェヴィチ兄弟はオスマン帝国が支配する領域へ侵攻したが、この軍は1371年9月26日のマリツァの戦いでオスマン軍に殲滅され、王ヴカシンと専制公ヨヴァンの兄弟も戦死した。彼らの跡はヴカシンの子マルコ・ムルニャヴチェヴィチが継ぎ、ステファン・ウロシュ5世の共同君主となった。1371年、ステファン・ウロシュ5世が世継無きまま死去し、ここに二世紀にわたりセルビアを支配したネマニッチ朝は断絶した。「セルビア帝国」はここに滅亡し、複数の領邦諸国に分裂した。名目上はマルコ・ムルニャヴチェヴィチが王としてセルビア単独の君主となったが、すでにセルビア帝国は四分五裂状態にあった。有力なセルビアの領主たちは、マルコを最高君主として認めなかった。彼らはムルニャヴチェヴィチ家の領土であるマケドニアとコソヴォを侵略した。ゼタのバルシッチ兄弟はプリズレンとペチを奪取した。ラザルもムルニャヴチェヴィチ家からプリシュティナとノヴォ・ブルドを奪うと共に、世襲領プリレパツ城を回復した。マケドニア西部ではデヤノヴィチ（ドラガシュ）兄弟（ヨヴァン、コンスタンティン）がムルニャヴチェヴィチ領から独立し自立した。もはやマルコ・ムルニャヴチェヴィチは、マケドニア西部のプリレプを中心とした比較的小さな領域を支配することしかできなかった。なおヨヴァン・ムルニャヴチェヴィチの未亡人イェレナは修道女となってイェフィミヤと名乗った後、ラザルとミリツァの夫婦のもとに身を寄せた。
ムルニャヴチェヴィチ兄弟の死後、分裂したセルビアではニコラ・アルトマノヴィチが最大勢力を誇るようになった。ラザルはプリシュティナとノヴォ・ブルドを獲得している間に、ルドニクをニコラ・アルトマノヴィチに奪い返されてしまった。しかし1372年までに、ラザルはボスニアのバンであるトヴルトコ（後のボスニア王スティエパン・トヴルトコ1世）と同盟を結び、ニコラ・アルトマノヴィチに対抗した。一方ラグサの記録によれば、ニコラ・アルトマノヴィチはヴェネツィア共和国の仲介の元ジュラジ・バルシッチと協定を結び、ラグサ共和国を共同攻撃した。ニコラ・アルトマノヴィチはラグサ共和国領だったザフムリェのペリェシャツとストンを獲得したしかしこの時、ハンガリー王ラヨシュ1世が、ラグサから手を引くようニコラとジュラジに強い警告を発した。ラグサは1358年以降ハンガリーの属国になっていたからである。ニコラはハンガリーの敵ヴェネツィアと陰謀を巡らせたが、そのせいでハンガリーの庇護を失ってしまった。ラザルはラヨシュ1世に、自分に肩入れしてくれれば忠実な家臣になると約束し、ニコラ・アルトマノヴィチとの対決に備えた。1373年、ラザルとトヴルトコの連合軍はニコラ・アルトマノヴィチを攻撃し、これを打ち破った。ニコラは自領のウジツェで捕らえられた後、ラザルの甥ムシッチ兄弟のもとに身柄を預けられ、彼らにより失明させられた。オルビーニによれば、この処分にはラザルが秘密裏に許可を出していたという。ラザルはラヨシュ1世の宗主権を受け入れた。
トヴルトコは、ニコラの領地の中からザフムリェの一部を併合した。ここにはドリナ川やリム川の上流部、オノゴシュト地域やガツコも含まれていた。残りのニコラの領地のほとんどは、ラザルと彼の娘婿ヴク・ブランコヴィチ、そしてラザルの義兄弟であるチェルニクのムサの3者の間で分割された。ヴク・ブランコヴィチは1371年にラザルの娘マラと結婚し、シェニツァとコソヴォの一部を獲得していた。ムサはラザルの元について、息子のステファンとラザル（ムシッチ兄弟）らと共にコパオニク山脈周辺を治めていた。ジュラジ・バルシッチも、ニコラの領土のうち海岸沿いのドラチェヴィツァ、コナヴレ、トレビニェを手に入れた。しかしこれらの土地は、1377年にトヴルトコに征服された。この年、トヴルトコはセルビア、ボスニア、沿岸域、西部地域の王スティエパン・トヴルトコ1世として戴冠した。スティエパン・トヴルトコ1世はカトリックの信者だったが、戴冠式をセルビアのミレシェヴァ修道院、もしくはその他の自領内におけるセルビア正教会の中心地で行っている。スティエパン・トヴルトコ1世セルビア王とネマニッチ朝の継承者を自称した。彼はネマニッチ朝と遠い血縁を有していたからである。ハンガリーとラグサもスティエパン・トヴルトコ1世を王と認めた。ラザルもこれに反発を示したという記録は残っていない。ただしこれは、ラザルがスティエパン・トヴルトコ1世を自身の主君と認めたわけではなかった。スティエパン・トヴルトコ1世自身も、分裂したセルビアを結集しうる唯一の存在であるセルビア正教会からの支持を確保できなかった。

### セルビアの大領主

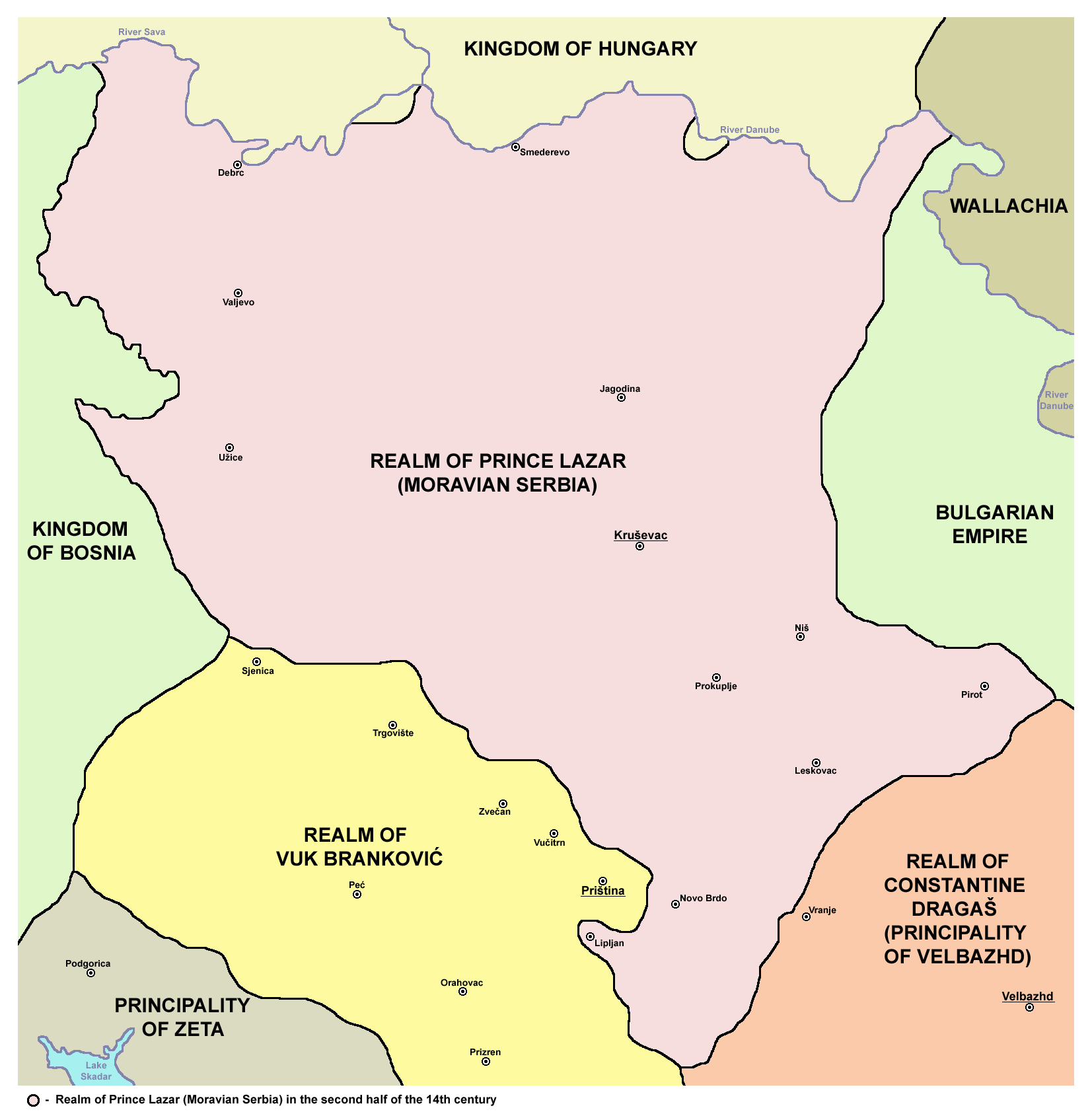
ラザルの勢力（モラヴァ・セルビア）

ニコラ・アルトマノヴィチが失脚したことで、ラザルはかつてのセルビア帝国領内で最も強力な領主となった。ルドニク山のニコラ・ゾイッチやトプリカ川峡谷のノヴァク・ベロツルクヴィチら一部の貴族はラザルの権威を受け入れるのに抵抗したが、最終的には屈した。ラザルの大きく豊かな領土は、イスラームを奉ずるオスマン帝国の脅威から逃れてきた東方正教会の僧たちの亡命先となった。これにより、ラザルの名は正教会修道院文化の中心地であるアトス山でも高く知られるようになった。1350年以来、セルビア正教会はペチに総主教庁を置いてコンスタンティノープル総主教庁と対立する教会分裂状態にあった。そのような状況で、セルビア人のアトス山修道士で、その著述や翻訳で知られるイサイヤという者が、ラザルに両教会の和解を働きかけるよう説いた。ラザルとイサイヤの尽力により、セルビアからコンスタンティノープルへ和解交渉使節が派遣された。この交渉は成功し、セルビア正教会は1375年にコンスタンティノープル総主教庁とのコミュニオンを再び受け入れた。
この教会分裂期で最後にセルビア正教会の総主教を務めたサヴァ4世は、1375年4月に死去した。同年10月、ラザルとジュラジ・バルシッチはペチでセルビア正教会の教会会議を招集した。ここでイェフレムが新たなセルビア正教会の長に選ばれた。彼はコンスタンティノープルが支援していた候補、あるいは強力な貴族たちが推す候補たちのなかで妥協案として選ばれた人物だった。しかし総主教イェフレムは1379年に退位し、スピリドンが総主教位を継いだ。一部の歴史家は、教会内でラザルと手を組む勢力の影響でこの事件が起きたと考えている。ラザルと総主教スピリドンは、非常に良好な協力関係を築いた。教会は教会分裂を終わらせる役割をラザルに与え、対するラザルは修道院に土地を与えたり教会を建てたりした。彼が建てた教会の中でも最高の業績に上げられるのが、1381年に完成したラヴァニツァ修道院である。またそれより少し前にも、ラザルは自領の首都クルシェヴァツに、後にラザリツァ教会の名で知られるようになる教会を建てている。1379年以降には、ブラニチェヴォにゴルニャク修道院を建設している。またラザルは、現在のルーマニア領であるティスマナやヴォディチャの修道院の創建者の一人でもある。さらにはアトス山にあるセルビア人のヒランダル修道院、ロシア人の聖パンテレイモン修道院にも建設費を寄進している。

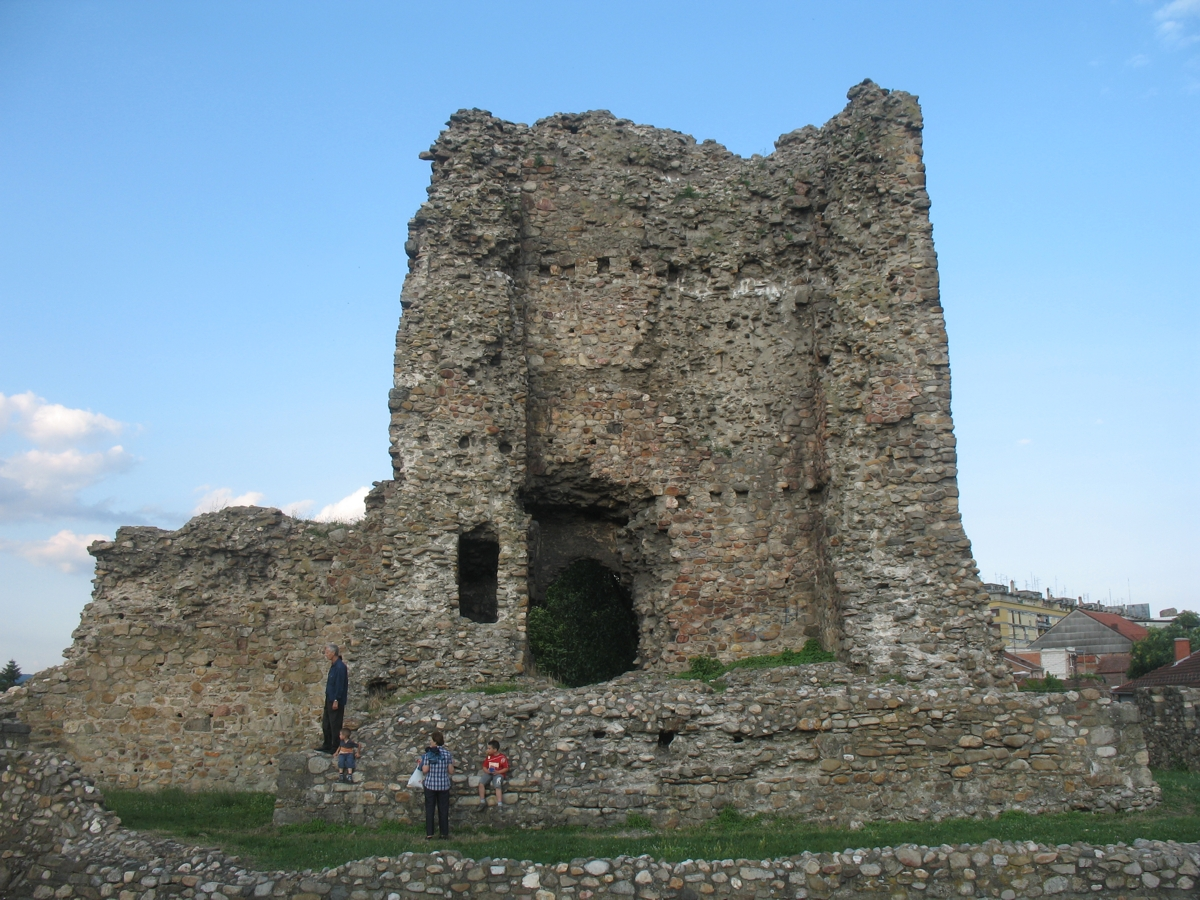
クルシェヴァツに存在したラザルの本拠地の要塞の天守跡

ラザルは1379年にクチェヴォとブラニチェヴォを征服し、この地域からハンガリーに従うラディチ家、ブランコヴィチ家、ラスティスラリッチ家の勢力を排除し、その勢力をドナウ川まで伸ばした。もともとラヨシュ1世は、おそらくラザルが宗主権を認めた時に、彼にマチヴァ地方もしくは少なくともその一部を領有することを認めていた。それ以降ラヨシュ1世に従っていたはずのラザルが同じラヨシュの封臣たちを攻撃したこの行動は、ラザルがラヨシュ1世に反旗を翻した証であると考えることも可能である。実際にラヨシュ1世は1378年にセルビア侵攻の準備をしていたことが知られている。ただ、ラヨシュ1世が誰を標的としていたのかは定かではない。実際にはラディチ家、ブランコヴィチ家、ラスティスラリッチ家の方がラヨシュ1世から離反し、ラザルがラヨシュ1世の承認のもと彼らを討伐したと考えることもできる。
ラザルの国家は、かつてのセルビア帝国の領域に割拠する領主群の中で最大であった。また政府や軍もよく組織されていた。その領土は大モラヴァ川、西モラヴァ川、南モラヴァ川の流域を中心としており、南モラヴァ川の源流域から北はドナウ川やサヴァ川にまで広がっていた。北西ではドリナ川が国境となっていた。重要都市は首都クルシェヴァツの他、ニシュやウジツェ、また中世セルビアの二大鉱業中心地であったノヴォ・ブルドとルドニクが含まれていた。またセルビアの中でも、ラザルの支配領域はオスマン帝国の中心部から最も離れており、その略奪部隊の被害を受けにくい地域だった。そのため、ラザルの支配地域にはオスマン帝国に脅かされた地域からの難民が押し寄せ、過疎地域や未耕作地域を開拓して村を作っていった。難民の中には神秘思想的な考えを持つ者もおり、古き教会の復活を目指し、その新たな基礎をラザルの国家に築こうとした。モラヴァ川流域の戦略的な重要性や、予期されるオスマン帝国侵攻の脅威も相まって、バルカン半島ではラザルの威信や政治的影響力が高まっていった。

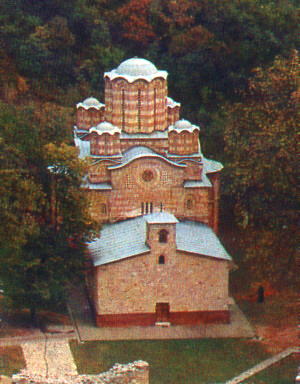
ラヴァニツァ修道院

1379年から1388年の間に出した特許状の中で、ラザルは自らを「ステファン・ラザル」と呼んでいる。「ステファン」という名はすべてのネマニッチ朝の君主に共通しており、一種のセルビア君主称号の一つのようになっていた。トヴルトコも「セルビア人とボスニアの王」として戴冠した際にスティエパン（ステファン）と名乗っている。言語学的な観点からラザルの特許状を見ると、セルビア語のコソヴォ＝レサヴァ方言が用いられている。この特許状で、ラザルは自らセルビア全土のアウトクラトール (セルビア語ではサモドルジャツ samodržac)、あるいは全セルビア人のアウトクラトールを称している。直訳すると「独立した支配者」を意味するアウトクラトールは、もともとビザンツ皇帝の別称だった。ビザンツ帝国の宗主権を名目上認めていたネマニッチ朝のセルビア王たちもこの称号を自称し、字義通りに自身がビザンティウムから自立した存在であることを強調しようとした。ラザルの時代、セルビア国家は領土を失い、地域領主たちごとに分裂し、ネマニッチ朝も絶え、オスマン帝国の脅威にさらされていた。こうした状況は、セルビア国家の継続性に疑問を投げかけるものだった。それに対する答えとして、ラザルは特許状の中で己にこのアウトクラトールという称号を適用したのである。ラザルの理想は、ネマニッチ朝の直接の後継者たる自分のもとでセルビア国家を再統一することであった。セルビア正教会は、このラザルの計画を全面的に後押しした。しかしゼタのバルシッチ家、コソヴォのヴク・ブランコヴィチ、セルビア王マルコ・ムルニャヴチェヴィチ、コンスタンティン・ドラガシュ、マケドニアのラドスラヴ・フラペンといった有力な大領主たちは、ラザルから独立したまま領地を経営していた。また彼らとは別に、マリツァの戦い後、マケドニアの三領主がオスマン帝国に帰順していた。ビザンツ帝国や第二次ブルガリア帝国のもとに走った者たちもいた。1388年までに、ゼタの支配者ジュラジ・ストラツィミロヴィチ・バルシッチもオスマン帝国の宗主権を認めた。
1381年、オスマン帝国の略奪部隊がオスマン帝国の属国を通り抜けてラザルの国家に侵入した。しかしパラチン近くで起きたドゥブラヴニツァの戦いで、ラザル配下のツレプ・ヴコスラヴィチとヴィトミルがこれを破った。1386年、オスマン帝国のスルタンであるムラト1世がさらに大規模な軍勢を率いて親征し、ラザルが支配していたニシュを奪取した。その直前か直後、ニシュの南西に位置するプロチニクで、ラザルの軍がムラト1世の軍を破っている。ハンガリーでは、1382年にラヨシュ1世が没したことで内戦が勃発した。ラザルもこの内戦に介入し、ルクセンブルク家の候補ジグモンド（後の神聖ローマ皇帝ジギスムント）に反対する陣営に参加していたようである。彼はベオグラードやスレムで起きた戦闘に自軍を投じた可能性がある。しかしオスマン帝国の脅威が高まり、ハンガリー国内でジグモンドが支持を集めるようになると、ラザルはジグモンドと和平を結んだ。ジグモンドは1387年3月にハンガリー王に即位した。おそらく和平が成立したのもこの年で、ラザルの娘テオドラがジグモンド派の有力なハンガリー大貴族ガライ2世ミクローシュに嫁いだ。またこの頃、ラザルの娘イェレナがジュラジ・ストラツィミロヴィチ・バルシッチに嫁いだ。またその約1年前には、同じくラザルの娘ドラガナがブルガリア皇帝イヴァン・シシュマンの息子アレクサンダルに嫁いでいる。

### コソヴォの戦いと死

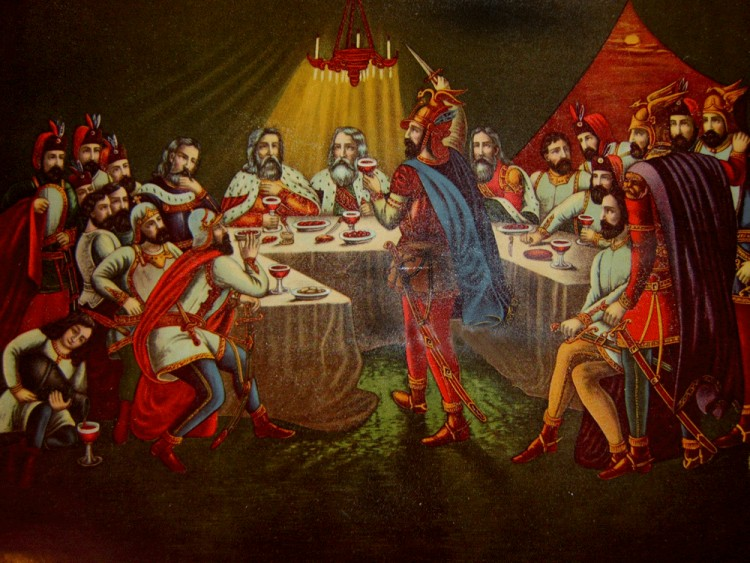
コソヴォの戦い前夜（アダム・ステファノヴィチ画、1870年）

コソヴォの戦いにおけるコソヴォ・ポリェの布陣図。ラザルはセルビア軍（赤）の中央に布陣した。

1386年のプロチニクでの衝突以来、ラザルとオスマン帝国の間での決戦が起こることは避けられないものとなっていた。ハンガリー王ジグモンドと和平を結び北方の憂いを断ったラザルは、ヴク・ブランコヴィチとボスニア王スティエパン・トヴルトコ1世からの軍事支援を取り付けた。1388年にボスニアの大貴族ヴラトコ・ヴコヴィチがビレチャ川の戦いでオスマン帝国の大軍を破ったので、セルビアとボスニアの両君主はオスマン帝国がさらなる大軍で攻めてくるだろうと予想していた。ムラト1世率いる27,000人から30,000人と推定される大軍がコンスタンティン・ドラガシュの領地を通過し、1389年6月にプリシュティナ近くのコソヴォ・ポリェ（コソヴォ平原）に着陣した。これと向かい合ったラザルの軍勢は12,000人から30,000人と推定されている。その中にはラザル自身の手勢の他、ヴク・ブランコヴィチの軍勢や、ボスニアから派遣されてきたヴラトコ・ヴコヴィチ率いる軍勢も含まれていた。1389年6月15日、中世セルビア史でもっとも名高いコソヴォの戦いが起きた。この戦いでは両陣営ともに甚大な損害を出し、双方の司令官たるラザルとムラト1世も命を落とした。
広く人口に膾炙しているセルビアの叙事詩によれば、前夜のうちに死を覚悟していたラザルは、ヴク・ブランコヴィチの裏切りにもあって敗北を喫し、オスマン軍に捕らえられて処刑されたのだとされている。一方のムラト1世は、降伏を装って近づいてきたラザル配下の騎士ミロシュ・オビリッチに暗殺されたのだという。しかし実のところ、ラザルとムラト1世の死に様をはじめ、コソヴォの戦いの実情はほとんど分かっていない。近い時代のオスマン帝国やビザンツ帝国、イタリアなどの史料は長きにわたり研究されているものの、口述の情報を基にしていたためかそれぞれの記述があまりにも曖昧であったり食い違ったりしており、研究者もコソヴォの戦いの実像をまとめるに至っていない。これについて20世紀末のセルビア大統領スロボダン・ミロシェヴィッチは「今日において、コソヴォの戦い（に関する歴史のうち）の何が歴史的真実であり何が伝説であるか判断するのは不可能である。そしてそれはもはや重要な問題ですらない。」と発言している。

### 死後
戦いの成り行きと結果を伝える史料は不完全である。戦術的には、両軍ともに戦場から撤退したため引き分けと見ることもできる。しかし双方ともに大損害を被ったと言っても、それが致命的な損失となったのはセルビア側だけであった。こちらの陣営は、ほぼすべての戦力をこのコソヴォの戦いに投じていたからである。ラザル治下のセルビアが経済的に栄え、軍事的によくまとまった国であったと言っても、広大な領土、膨大な人口、強大な経済力を備えたオスマン帝国とは比べ物にならなかった。ラザル亡き後、その勢力は長男ステファン・ラザレヴィチが継承した。ただ彼はまだ若年だったため、母ミリツァが統治を代行した。ところがそれから5か月後、ハンガリー王ジグモンドが侵攻してきた。それに対して1390年夏、ハンガリー遠征に乗り出したオスマン軍がモラヴァ・セルビアとの国境に迫った時、ミリツァはオスマン帝国の宗主権を認める決断を下した。彼女は末娘のオリヴェラをオスマン帝国のスルタンであるバヤズィト1世のハレムに差し出した。ヴク・ブランコヴィチも1392年にオスマン帝国の傘下に入った。オスマン帝国に抵抗を続けるセルビア勢力は、スティエパン・トヴルトコ1世に従ったザフムリェ地域のみとなった。

## 聖人崇敬

### ラザレヴィチ朝時代
コソヴォの戦いの後、ラザルはヴク・ブランコヴィチの領土の首都であるプリシュティナにある昇天教会に葬られた。1390年もしくは1391年、ラザルの遺体（不朽体）がラヴァニツァ修道院に移された。この修道院は、ラザルが生前に自身の墓地とするため創建したものだった。この聖遺物の移送は、セルビア正教会とラザルの遺族により執り行われた。ラヴァニツァでの埋葬式には、総主教ダニーロ3世をはじめ、セルビア正教会の高位聖職者が列席した。おそらくこの時にラザルの列聖が行われたと考えられているが、それを記録している史料はない。ラザルはキリスト教の殉教者とされ、コソヴォの戦いの日であり彼の命日でもある6月15日が彼の祭日とされた。ダニーロら同時代人の記述に拠れば、ラザルはトルコ人に捕らえられ斬首されたのだという。この死に様は、異教徒に殺害された初期キリスト教の殉教者たちとも通じるものであると言える。なお6月15日（ユリウス暦）は3世紀シチリアの聖人ヴィトゥスに由来する祭日であったことからセルビアではヴィドヴダン（「ヴィトゥスの日」の意）の名で知られている。正教会を除き現在のセルビアで一般的に用いられているグレゴリオ暦では、コソヴォの戦いの日は6月28日にあたる。そのため現代セルビアでは6月28日がヴィドヴダンと呼ばれ、コソヴォの戦いを記念する「セルビア人の運命の日」として祝日に指定されている。

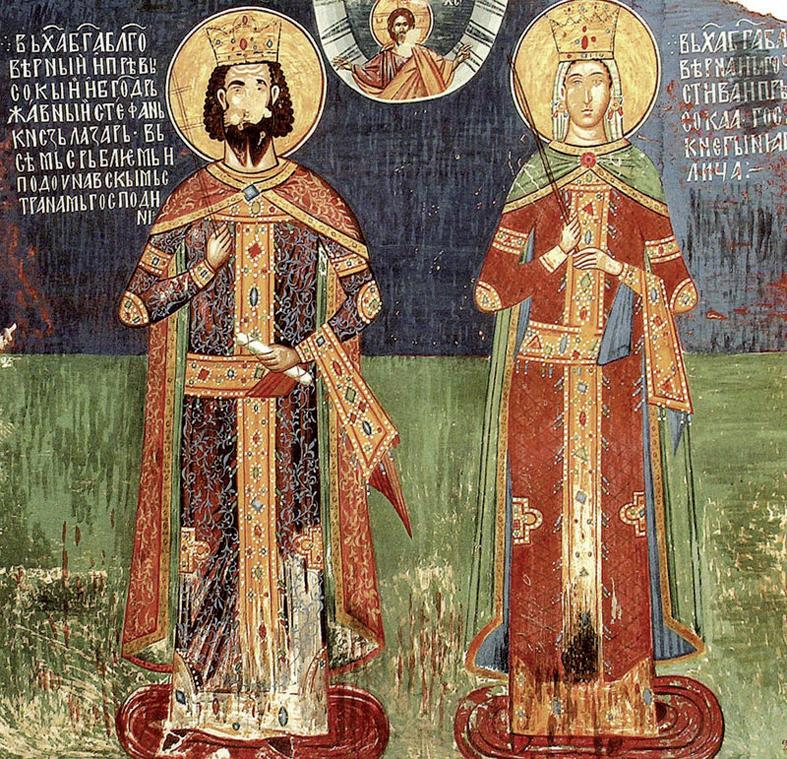
ラザルと妃ミリツァを描いたフレスコ画（リュボスティニャ修道院、1405年）

モラヴァ・セルビアのように国家と教会が強く結びついていた中世国家においては、列聖は単なる宗教的な行事に留まらず、社会的にも大きな意義を有していた。ネマニッチ朝の君主たちは断絶から二世紀の間に多くが列聖されたが、ラザルは最初に聖人と認められた人物であった。生前の彼は、かつてのセルビア帝国領の大領主としてかなりの威信を持っていた。セルビア正教会は、彼をネマニッチ朝を継承できセルビア国家を再建できる唯一の人物だとみなしていた。ラザルの死は、セルビア史上の一大転換点であったと言える。マリツァの戦いでムルニャヴチェヴィチ兄弟が破れ、オスマン帝国のセルビア征服の道が開かれてから18年間も持ちこたえたにもかかわらず、コソヴォの戦い後のセルビアは瞬く間に凋落した。
1389年から1420年の間に、ラザルを聖人・殉教者として称える聖人崇敬文学が10作も世に出ており、うち9作はこの期間のうちの前半に生み出されていると考えられている。これらの作品の存在は、ラザル崇敬が広まっていたことの証であり、そのほとんどが彼の祭日の礼拝式で用いられていた。10作の中でも文学的な最高傑作とされるのが、修道女イェフィミヤが著した『ラザル侯のエンコミウム』である。修道女イェフィミヤ（俗名イェレナ）はラザルの妃ミリツァの親戚で、ヨヴァン・ムルニャヴチェヴィチの未亡人である。夫の死後はミリツァとラザルのもとに身を寄せていた。イェフィミヤはラザルの不朽体を包む絹布に、金糸でこのエンコミウムを刺繍した。戦後、コソヴォの戦場に大理石の記念柱が建てられ、そこにステファン・ラザレヴィチが書いたとされる文章が刻まれた。この記念柱はオスマン帝国により破壊されたが、その碑文は16世紀の写本を通して後に伝わっている。総主教ダニーロ3世は、ラザルの不朽体移送のころに『ラザル侯賛歌』を著した。先述の10作の中では歴史学的に最も多くの情報を伝えている文献であり、聖人伝、頌徳文、ホミリーが融合した文章になっている。ラザルは殉教者としてだけでなく、戦士としても称揚されている。ダニーロ3世は、コソヴォの戦いはセルビア人もトルコ人も大損害を被り、疲れ果てた末に集結したのだと述べている。『賛歌』の中核をなすのは、ダニーロ3世が書き伝える、戦闘前のセルビア人に対するラザルの演説である。
そなたたち、同輩にして兄弟たちよ、領主に貴族、兵士に軍団長――貴賤を問わぬすべての者たちよ。まさにそなたたちは、この生において偉大な善なる神が我らに与えしものの目撃者であり、立会人なのである……しかしもし剣が、傷が、あるいは死の闇が我らに迫るならば、我らはそれをキリストと我らが故郷の敬虔さのために甘んじて受け入れるのだ。恥の中に生きるより、戦いの中で死ぬ方が良い。我らにとっては、敵に己の肩を差し出すよりも、戦いの中で剣による死を受け入れる方が良い。我らはこの世のために長く生き永らえた。その末に我らは、殉教者として戦い、天国で永遠に生きるために探し求めるのだ。我らはキリストの戦士、生命の書に記録されるべき敬虔なる殉教者を自任している。我らはすべての功績を裁かれるお方から聖なる花輪を受け取るために、戦いの中で己の身を惜しまない。犠牲は栄光を生み、苦難が平和をもたらすのだ。
『賛歌』では、ラザルは天上の王国を治める王冠を戴く者として描かれている。唐沢 (2013)は、ラザルが生前に王を称さず戴冠式も実施しなかったことを踏まえて、すでに地上の可変的な王冠はセルビア王国と共に消滅しているとみなされ、その後のラザルの戦死によって「天上の王冠」に新たな意義が追加されたと分析している。
キリスト教の新たな殉教者であるラザル侯を、祝福された（天の）宮廷の王冠で飾ろう。

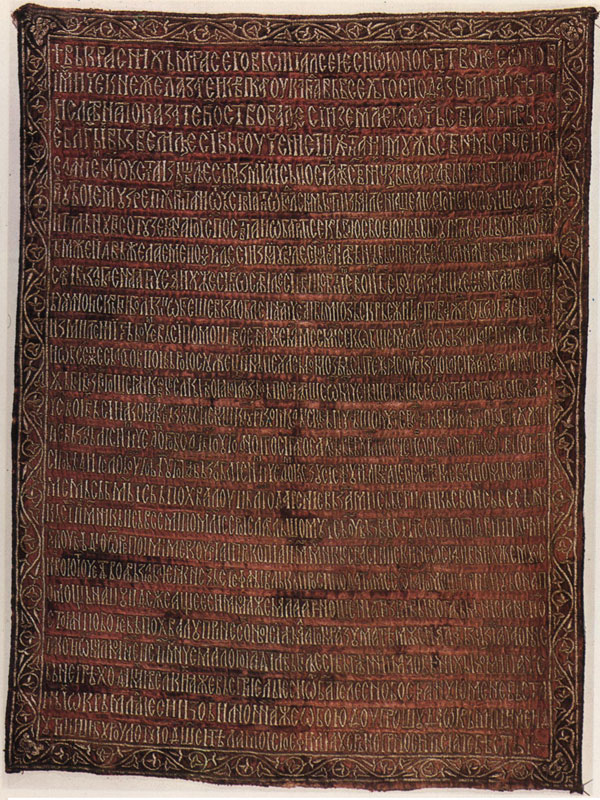
ラザルの不朽体を包んでいた絹布に金糸で刺繍された、修道女イェフィミヤの『ラザル侯のエンコミウム』

ラザルの死により、セルビアはオスマン帝国の拡大を食い止め得る最後の希望たる最強の指導者を失った。この事態は、セルビアに悲観と絶望をもたらしただろうと考えられている。ラザル崇敬関連の文書作者たちは、コソヴォ・ポリェに散ったラザルとその数千人の戦士たちを、キリスト教信仰とセルビアの殉教者と見なした。ムラト1世とオスマン軍は、血に飢えた不信心な異端の野獣として描かれた。ラザルは殉教したことによって、セルビア人の間で善き羊飼いとして永遠に記憶されることとなった。ラザル崇敬は、聖シメオン（ネマニッチ朝の創始者ステファン・ネマニャ）や彼の子聖サヴァら中世セルビアの他の有力な聖人崇敬とも結びついた。この聖人崇敬は、セルビア人の強力な宗教的・政治的統合に貢献した。ただ聖サヴァや聖シメオンと比べると、ラザルはその陰に隠れがちである。
ラザルの子で跡を継いだステファン・ラザレヴィチは、しばらくはオスマン帝国に従っていたが、1402年に東ローマ皇帝から専制公の地位を与えられ、オスマン帝国から独立した。少なくとも彼の治世には、モラヴァ・セルビア全土や、かつてラザルが出資したアトス山の2つの修道院、すなわちセルビア人のヒランダル修道院とロシア人の聖パンテレイモン修道院でラザル崇敬が行われていた。一方で、専制公ステファンの時代に描かれたラザルの肖像は1例しか知られていない。その1つとは、1405年ごろにミリツァが建立したリュボスティニャ修道院のフレスコ画である。この絵ではラザルは支配者としての象徴物を身に着けており、あまり聖人として描かれているわけではない。この次に古いラザルの図像は、1594年にオスマン帝国治下のスラヴォニアのオラホヴィツァ修道院で描かれた群像画まで時代が下る。ラザル崇敬の場合、イコンよりも文学の方が重要である。
1427年7月、専制公ステファン・ラザレヴィチが急死した。跡を継いでセルビア専制公となったのは、ヴク・ブランコヴィチの子でラザルの孫にあたるジュラジ・ブランコヴィチだった。彼は即位後すぐに発行した特許状の中で、ラザルを聖人として扱っている。しかし1445年にこの特許状を再発行した際、ジュラジは「聖人の」(свети)という形容詞を「聖性と共に眠る」(светопочивши)に置き換えた。この時期の文書では、娘のイェレナのものも含め、同様にラザルを聖人として扱うのを避ける傾向がみられる。

### オスマン帝国時代
1459年、セルビア専制公国はオスマン帝国に滅ぼされた。ラザル崇敬は、ラヴァニツァ修道院を中心とする一地域信仰へと縮小した。しかしラヴァニツァ修道院の修道士たちは、毎年ラザルの祭日の儀式を執り行い続けた。かつてラザルは、この修道院に148村と様々な特権を与えていた。オスマン帝国はこれを2村（127世帯）にまで減らしたものの、一部の税を免税した。イタリアの旅行家マルク・アントニーノ・ピガフェッタは、1568年にラヴァニツァ修道院を訪れ、ここはトルコ人に傷つけられたことが無く、その修道士は自由にその宗教を信仰しているが、ただ鐘を鳴らすことだけは許されていない、と記録している。

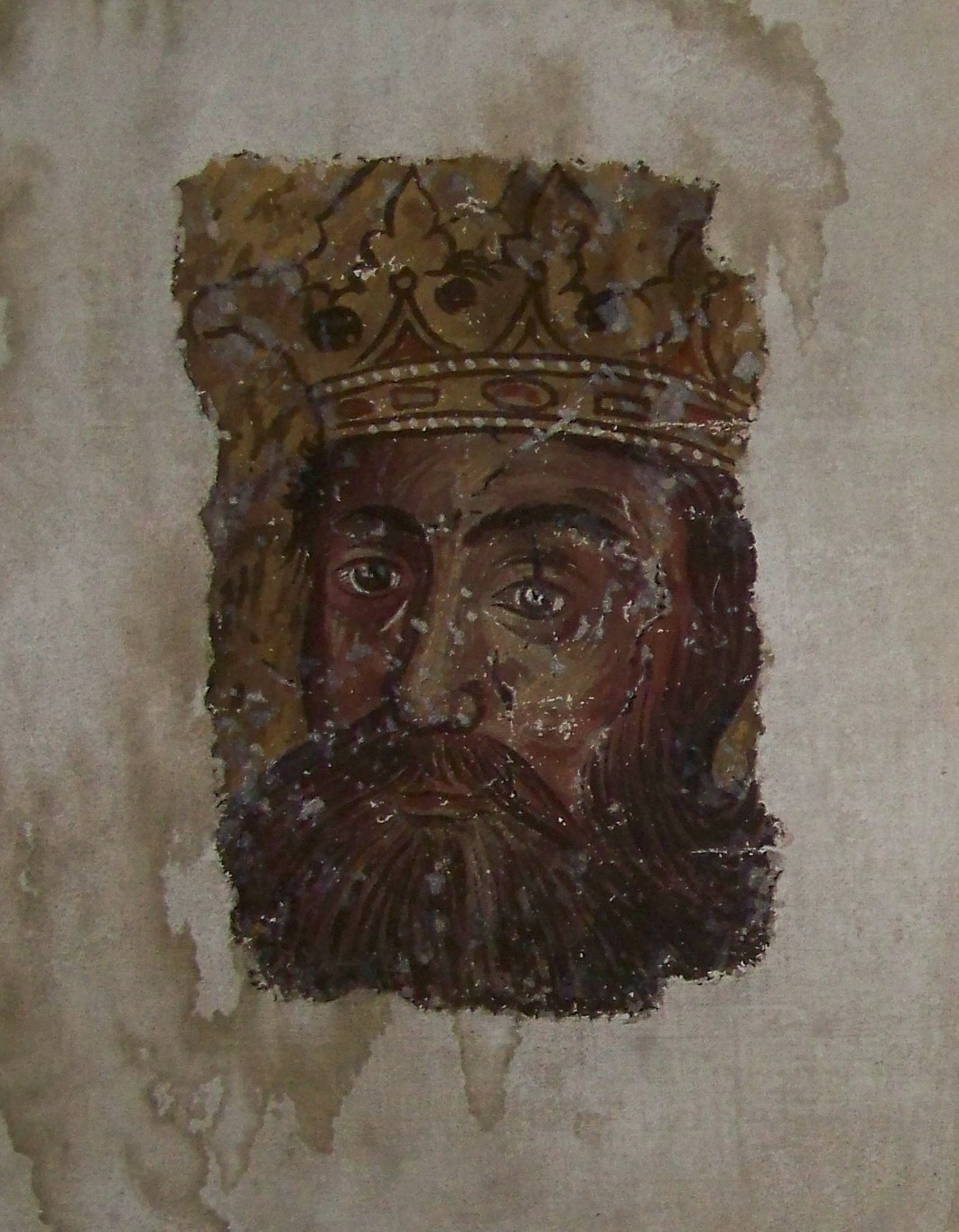
中世セルビアのフレスコ画の断片。ラザルの肖像の部分が残っている。

ラザルは、ロシアのツァーリであるイヴァン4世 (在位: 1547年–1584年)の宮廷でも崇敬された。イヴァン4世の母方の祖母は、セルビア貴族ヤクシッチ家出身だった。モスクワ・クレムリンにある歴代ロシア君主の埋葬地でもあった聖天使首大聖堂のフレスコ画にも、ラザルが描かれている。この壁画は1565年に、イヴァン4世以前のロシアの全君主をまとめて描いたものである。その中に描かれている非ロシア人は4人しかいない。ビザンツ皇帝ミカエル8世パレオロゴスと、3人のセルビア人聖人、すなわち聖シメオン、聖サヴァ、ラザルである。イヴァン4世のもとでまとめられた絵入り年代記集成にも、コソヴォの戦いの絵が9つ収録されており、その中にラザルが描かれている。ラザルをツァール（ツァーリ）と呼んだのは、ロシアの文献が初めてである。 一方セルビア人の間では、1700年ごろにジョルジェ・ブランコヴィチが著書『スラヴ＝セルビア年代記』の中で、ラザルがツァーリとして戴冠していたと主張した。これがセルビアの民間伝承に影響を及ぼしたようで、現在ではラザルは「ツァール・ラザル」として知られている。イヴァン4世が没すると、ロシアの文献ではラザルへの言及はほとんど見られなくなった。
オスマン帝国支配下に置かれたセルビアでは、一旦はラヴァニツァ修道院の規模にまで縮小したラザル崇敬が、セルビア総主教パイスィイェ1世の時代に大きな発展を見せた。1633年から数年をかけて、ペーチ総主教修道院の教会や、そのほか3か所のセルビア正教会の教会にラザルの肖像画描かれた。パイスィイェ1世は、セルビア皇帝ステファン・ウロシュ4世ドゥシャンがラザルを養子にし、親族の皇女ミリツァをラザルに与えたのだと記している。この説をとるなら、ラザルは正統なネマニッチ朝の後継者と言うことになる。1667年には、ヒランダル修道院でもラザルの壁画が描かれた。これを描いた画家は、他にラザルと金細工職人ジョルジェ・クラトヴァチ（トルコ人に拷問の末殺害され、殉教者と見なされている人物）を共に描いたイコンを制作している。1675年、サライェヴォ出身のセルビア人職人ガヴロ・フムコヴィチとヴコイェ・フムコヴィチの兄弟が、ラザルと数人のネマニッチ朝君主を共に描きこんだイコンを制作した。この頃から、ラザルの肖像画は為政者というより聖人としての描かれ方が強まっている。ただし、ジョルジェ・クラトヴァチと共に描かれたイコンは例外である。
コソヴォの戦いをモチーフとする「コソヴォ・サークル」と呼ばれるセルビア叙事詩群の中に、『ラザル侯の頭の発見』（Обретеније главе кнеза Лазара）と呼ばれる伝説がある。これによれば、ラザルが斬首された時に、その場にいたセルビア人奴隷の少年がスルタンの許しを得てラザルの首を受け取り、近くの泉に沈めた。その50年後にある商人が首を見つけて地上に引き上げると、身体が安置されているグラチャニツァ修道院に向かって転がり始めた。これを伝え聞いた総主教らがラザルを悼む聖歌を歌うと、ラヴァニツァ修道院の身体と首が一つになったので、あわせてラヴァニツァ修道院に安置したのだという。この物語で、ラザルの身体の死は団体的なセルビア人の「身体」の死を、また腐らず泉の底に眠っていた首は、死ぬことなく残っていたセルビア人の精神を表しているとされている。50年間首が残っていたのはセルビア人がオスマン帝国の信仰や習慣を受け入れなかったことを示しており、首と身体が一つになったというのは、この伝説が語られていた19世紀前半にセルビアがオスマン帝国から自治権を獲得したことが背景にあると考えられている。

### セルビア人の大移動とラザルの不朽体

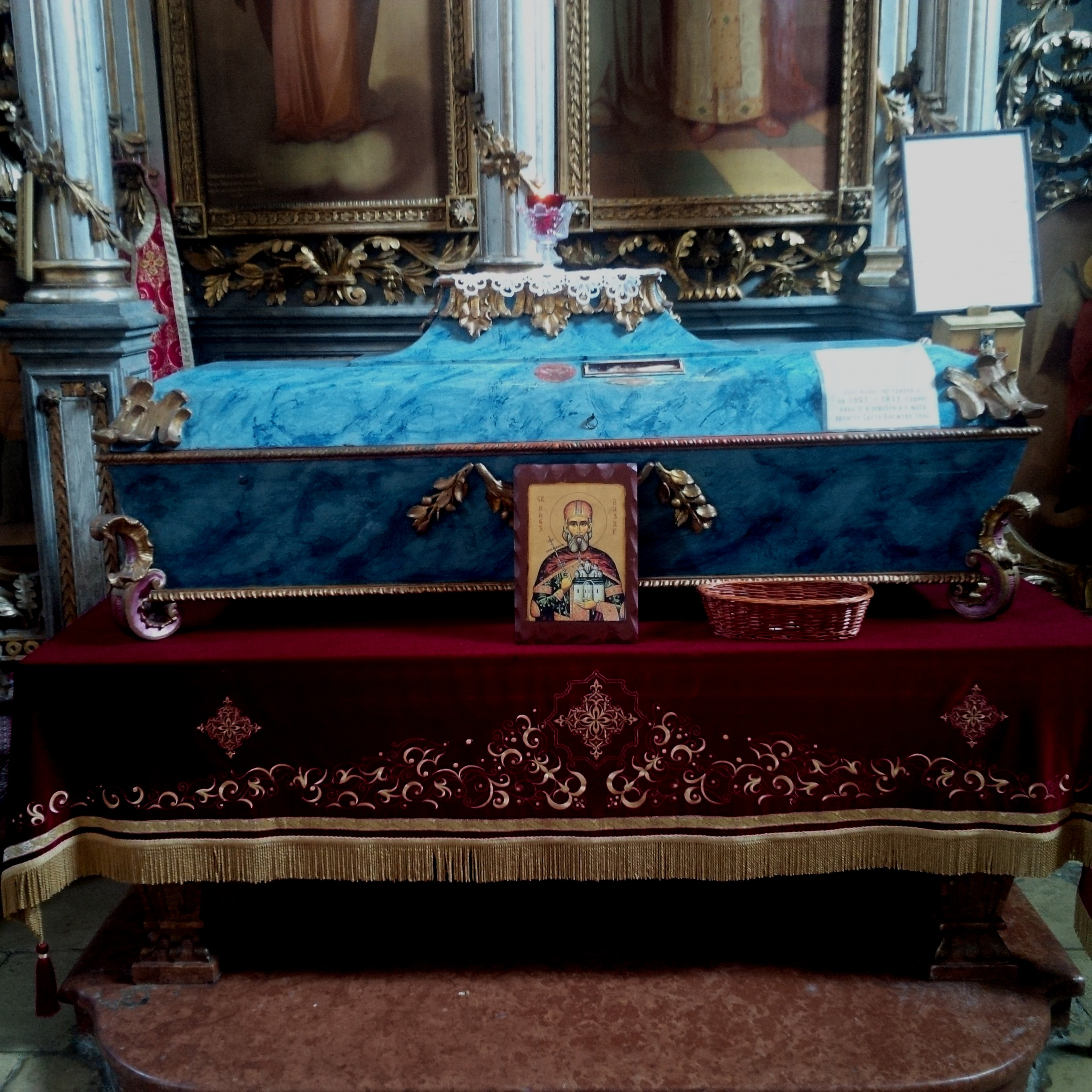
ヴルドニクのヴルドニク＝ラヴァニツァ修道院に安置されているラザルの聖櫃

17世紀終わりの大トルコ戦争の間に、ハプスブルク帝国がオスマン帝国からセルビアの一部を奪った。しかしハプスブルク軍がオスマン軍が再侵攻してくる前にこの地から撤収してしまったため、この地域に住んでいたセルビア人の中のかなりの割合がハプスブルク帝国領へ逃れて移住した。このセルビア人の大移動を主導したのが、セルビア正教会の総主教アルセニイェ3世ツルノイェヴィチだった。この大移住にラヴァニツァ修道院の修道士が加わり、修道院からラザルの不朽体や貴重品を持ち出した。彼らはセンテンドレに落ち着き、この町の近くに木造教会を建設して不朽体を収めた。彼らはこの教会の周りに住居を建て、この新たな集落にもラヴァニツァという名前を付けた。なおセンテンドレでは、一時期アルセニイェ3世も総主教座を置いている。
ラヴァニツァ修道院の修道士たちは、セルビアの諸修道院とハプスブルク帝国やロシア正教会の間を取り持ち、援助を獲得した。彼らはセンテンドレにいる間に、かなり図書と宝物を蓄えた。そしてこの時期、彼らは印刷機を用いて聖なる侯ラザルの崇敬を広め始めた。彼らはラザルをケファロフォレ（自分の首を自分で持った聖人像）の姿で描き、木版画にした。1697年、ラヴァニツァ修道院の修道士たちはセンテンドレの木造教会を離れ、スレム地方のフルシュカ山にある荒廃したヴルドニク＝ラヴァニツァ修道院へ移った。彼らはこの修道院を修復してラザルの不朽体を安置し、以後この修道院がラザル崇敬の中心地となった。そう時を経ないうちに、この侵攻は「ラヴァニツァの」ものとしてよりも「ヴルドニクの」ものとして言及されるようになった。18世紀半ばまでには、このヴルドニク＝ラヴァニツァ修道院そのものがラザルによって建てられたのだという伝説が広まっていた。祭日には、押しかけた参拝者の数のわりに修道院の教会が小さすぎて、全員を収容できないほどであった。
1718年7月21日、パッサロヴィッツ条約が調印され、セルビア地域のうち西モラヴァ川以北がオスマン帝国からハプスブルク帝国に割譲された。この時、28年前に旧来のラヴァニツァ修道院から逃れた修道士のうち、ステファンという者一人だけが生存していた。条約調印の直前、ステファンはラヴァニツァに帰り、半ば荒廃して植物が生い茂っていた修道院を修繕した。1733年の時点で、ラヴァニツァ修道院に暮らす修道士はわずか5人だった。1739年にセルビアがオスマン帝国に返還されたが、この時はラヴァニツァ修道院は放棄されなかった。
セルビア人の大移動後、セルビア正教会の高位聖職者たちは、列聖されたかつてのセルビア君主たちの崇敬を積極的に広めていった。カルロヴツィ府主教のアルセニイェ4世ヨヴァノヴィチ・シャカベンタは、1741年にエングレービング画家のフリストフォル・ジェファロヴィチとトマ・メスマーを雇い、『聖サヴァとネマニャ家のセルビアの聖人たち』と題したポスターを作らせた。この中にラザルも描かれている。このポスター作製の目的は単に宗教的なものに留まらず、オスマン帝国に征服される以前のセルビア人が独立していたこと、またラザルがオスマン帝国に立ち向かったことをセルビア人たちに思い起こさせることも意図していた。このポスターはハプスブルク宮廷でも披露された。この2人のエングレービング画家たちは、同じ年にウィーンで『ステンマトグラフィア』と題した本を出版している。この中には29人の君主と聖人たちの凹版印刷画が収録されており、うち2つがドゥクリャの支配者ヨヴァン・ヴラディミルとラザルのケファロフォレである。『ステンマトグラフィア』はセルビア人の中で大変人気の作品となり、彼らの中に愛国的な感情を呼び起こした。その後、様々な作品において、聖なる侯ラザルのケファロフォレ像が様々な技法を用いて描き出されていった 。それらと一線を画しているのが1773年にザハリイェ・オルフェリンが製作したラザルの銅版画である。ここではパレードを行うラザルが描かれているのだが、光背が描かれている以外に聖人性を示す意匠がみられない。
ラザルの不朽体は、1941年までヴルドニク＝ラヴァニツァに安置されていた。しかし第二次世界大戦中、ナチ・ドイツがユーゴスラヴィア王国に宣戦布告してこれを席巻すると、不朽体は同じフルシュカ山にあるベシェノヴォ修道院へ移された。スレムはファシズム・クロアチア民族主義を掲げるウスタシャが支配するクロアチア独立国の一部となり、大規模なセルビア人虐殺が展開された。1941年にベオグラードへ亡命したヴルドニク掌院ロンギンは、フルシュカ山にあるセルビア人の聖なる品が完全に破壊される危機に陥っている、と述べている。彼は不朽体をベオグラードへ移送するよう主張し、セルビア正教会の宗教会議で承認された。ドイツ占領軍当局の許可が下りた後の1942年4月14日、ラザルの不朽体を収めた聖櫃がベシェノヴォ修道院からベオグラードの聖天使首ミハイル大聖堂へ移送され、儀礼的に教会のイコノスタシスの前に安置された。戦後の1954年、宗教会議でラザルの不朽体をラヴァニツァ修道院に帰還させる決議が為された。これが実現したのはさらに30年以上後の1989年、コソヴォの戦い600周年の時であった。

## 伝承
コソヴォの呪い:
セルビア人であり、セルビア人の生まれであり、

またセルビア人の血と遺産を持ち、

その上にコソヴォの戦いに来たらぬ者は誰しも、

己が望む子孫を持ち得ぬことを、

男子であれ女子であれ！

その者の手で植えられた物は育たぬように、

黒葡萄酒なりとも白小麦なりとも！

そして幾世にもわたり彼が呪われるように！

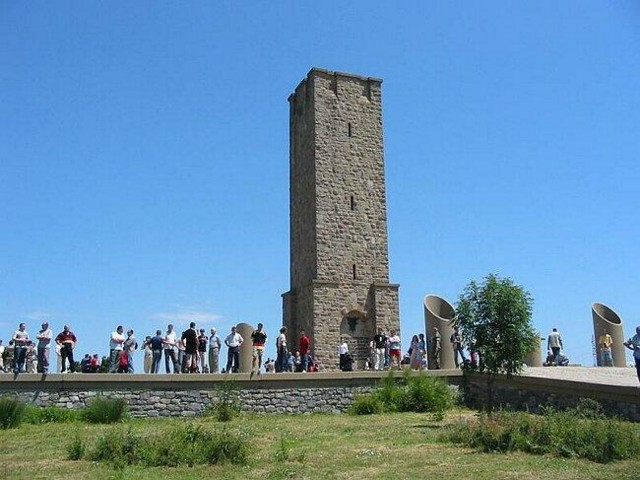
ガズィメスタン記念碑には「呪い」の文章が刻まれている。

– コソヴォの戦いでトルコ人に立ち向かわなかった者に対するラザルの呪い。1815年に初めて出版された詩より。

セルビア叙事詩の一つ『セルビア帝国の没落』には、次のような伝承がある。コソヴォの戦いの前夜、イェルサレムから一羽の灰鷹またはハヤブサがラザルのもとにやってきて、現世の王国（コソヴォでの戦勝の暗喩）か天国の王国（平和裏の降伏あるいは血なまぐさい敗北がもたらすであろう結果の暗喩）のどちらかを選ぶよう言ったという。
「......その時、預言者エリヤが灰色のハヤブサとなってラザルのもとに現れ、現世の王国をつかみ取るか天国の王国に入るかが選択肢だと彼に説く、神の母からの手紙を持ってきた......」
この物語によれば、ラザルは永遠なる天国の王国を選び、その後戦場で斃れたのだという。彼は兵士たちに、「我らは永遠に生きるために、キリスト共に死ぬ。」と演説する。このコソヴォにおける宣言と遺言は、セルビア人が殉教者の血で印を押した神との契約だとされている。その後、この遺言を信じるすべてのセルビア人たちは自分たちを、神の民、新約聖書で語られているキリストの国の民、神の新しきイスラエルの一部たる天国のごときセルビアの民であるとみなすようになった。これが、時折セルビア人が「天国の民」を自称する所以である。
イェフィミヤが刺繍の形で著した『ラザル侯のエンコミウム』は、中世セルビア文学を代表する作品の一つである。

## 称号

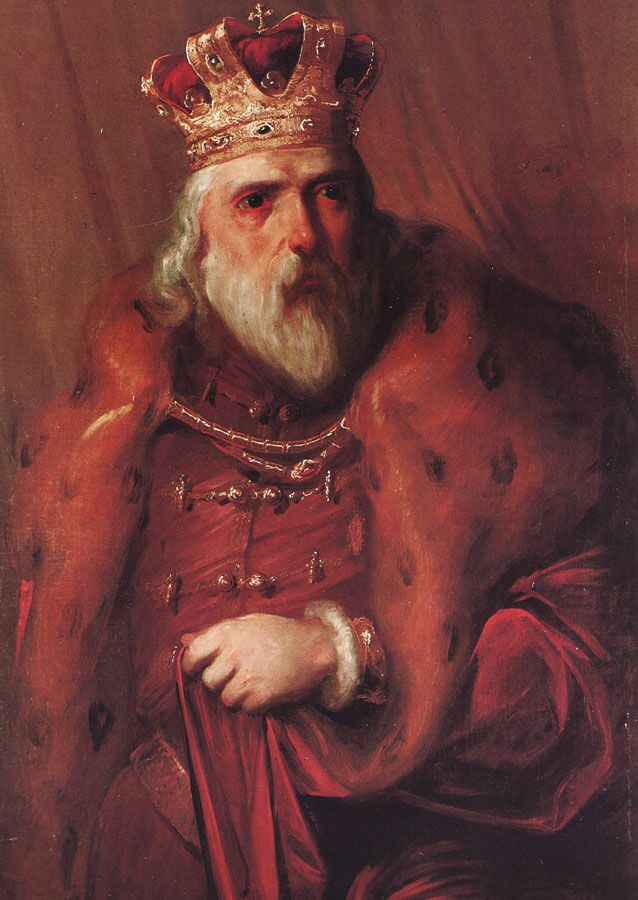
ラザル・フレベリャノヴィチ（ジュラ・ヤクシッチ画）

ラザルがいつクネズの地位を手にいてたのかは定かではない。この「クネズ」は英語では一般的に"prince"と訳され、日本語では"Knez Lazar"が「ラザル侯」と訳されている。このラザルの称号が登場する最も早い文献は、1371年4月22日にラテン語で書かれたラグサの文書である。ここで彼は「コメス・ラザルス」（Comes Lazarus）と呼ばれている。ラグサ人は、スラヴ人の称号クネズをラテン語でコメスと訳すのが常だった。またこの文書では、この時期ラザルがルドニクを支配していたことも確認できる。中世セルビアでは、「クネズ」は確かな定義がある称号ではなく、封建的ヒエラルキーの中にも特に位置付けられていなかった。かつて12世紀には高い地位であったのだが、13世紀から14世紀前半にかけての時期には幾分か地位が低下していた。しかしステファン・ウロシュ5世の時代に中央の君主の権威が低下すると、クネズの位が持つ威信は再び大きなものとなった。例えばヴォイスラヴ・ヴォイノヴィチは、セルビア最高の領主として、1363年に没するまでクネズの地位を有していた。
1374年から1379年の間、セルビア正教会はラザルを「セルビアとポドゥナヴリェのゴスポダル（領主、君主）」(господар Срба и Подунавља)と見なしていた。1381年、ラザルは自ら「セルビアとポドゥナヴリェのクネズ、ラザル」(кнезь Лазарь Срьблѥмь и Подѹнавїю)と署名している。1389年の日付があるリュボスティニャの碑文では「全セルビアとポドゥナヴリェの諸州のクネズ、ラザル」(кнезь Лазарь всѣмь Срьблемь и подѹнавскимь странамь господинь)という言及がなされている。ハンガリーでは、ラザルは「ラスキア王国の公」として知られていた。
1379年から1388年の間に発行された特許状では、ラザルは「ステファン・ラザル」と称している。「ステファン」はネマニッチ朝のすべての君主が名乗った名で、セルビア君主の称号の一つのように扱われていた。ボスニア王スティエパン・トヴルトコ1世も、正式に「セルビアとボスニアの王」として戴冠するうえで、自らの名に「スティエパン」（ステファン）を冠している。ラザルは前述の特許状の中で自らを「セルビア全土」のサモドルジャツ(самодрьжца всеѥ Срьбьскьіѥ землѥ)、もしくは「全セルビア人」のサモドルジャツ (самодрьжць вьсѣмь Србьлѥмь)と名乗っている。サモドルジャツは、ビザンツ皇帝が名乗ったギリシア語の称号「アウトクラトール」（己を支配する者）に対応するセルビア語である。ネマニッチ朝のセルビア王たちは代々この称号を名乗ることで、ビザンツ皇帝を最高の宗主と名目的には認めつつも、自分たちがビザンツ帝国から独立していることを強調しようとした。

## 子女

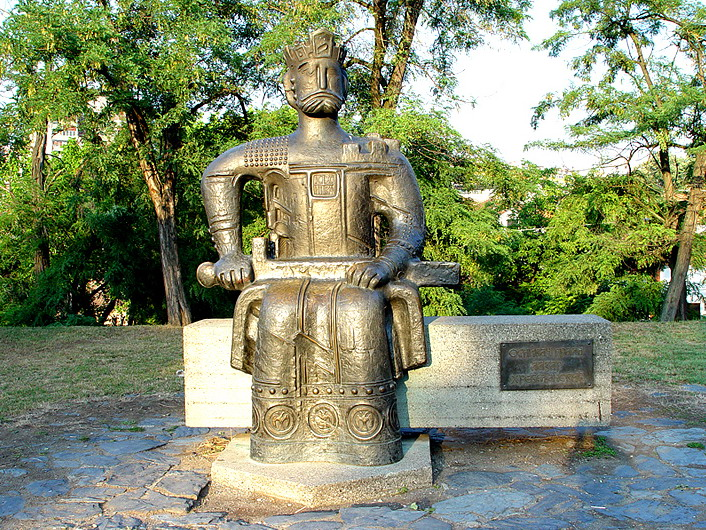
クルシェヴァツ成立（ラザルがここに首都を置いた1371年）600周年を記念して1971年6月27日に建てられたラザル像（ネボイシャ・ミトリッチ作、クルシェヴァツ）

ラザルはミリツァとの間に、少なくとも7人の子をもうけた。
1. マラ（セルビア語版） (1426年4月12日没): 1371年ごろにヴク・ブランコヴィチ（英語版）と結婚[94]
2. ドラガナ（英語版） (1395年7月以前に没): 1386年ごろにイヴァン・シシュマン（英語版）と結婚[95][96]
3. テオドラ（セルビア語版） (1405年以前に没): 1387年ごろにハンガリー貴族ガライ2世ミクローシュ（英語版）と結婚[97][98]
4. イェレナ（英語版） (1443年3月以前に没):  ゼタの支配者ジュラジ2世バルシッチ（英語版）[99]、次いでボスニアの大貴族サンダリ・フラニッチ・コサチャ（英語版）と結婚[100]
5. オリヴェラ（英語版） (1372年–1444年以降): 1390年にオスマン帝国スルタンのバヤズィト1世と結婚[101]
6. ステファン（英語版） (1377年ごろ–1427年7月19日): 侯 (在位: 1389年–1402年)、後に専制公 (在位: 1402年–1427年)[102]
7. ヴク（英語版） (1410年7月6日没) : 侯、刑死[102]